# Lilium rubellum
Lilium rubellum (jap.: 乙女百合, otomeyuri, wörtlich: Jungfrauen-Lilie, oder 姫小百合/姫早百合, himesayuri, wörtlich: kleine Prinzessinnen-Lilie) ist eine Art aus der Gattung der Lilien (Lilium) in der orientalischen Sektion innerhalb der Familie der Liliengewächse (Liliaceae).

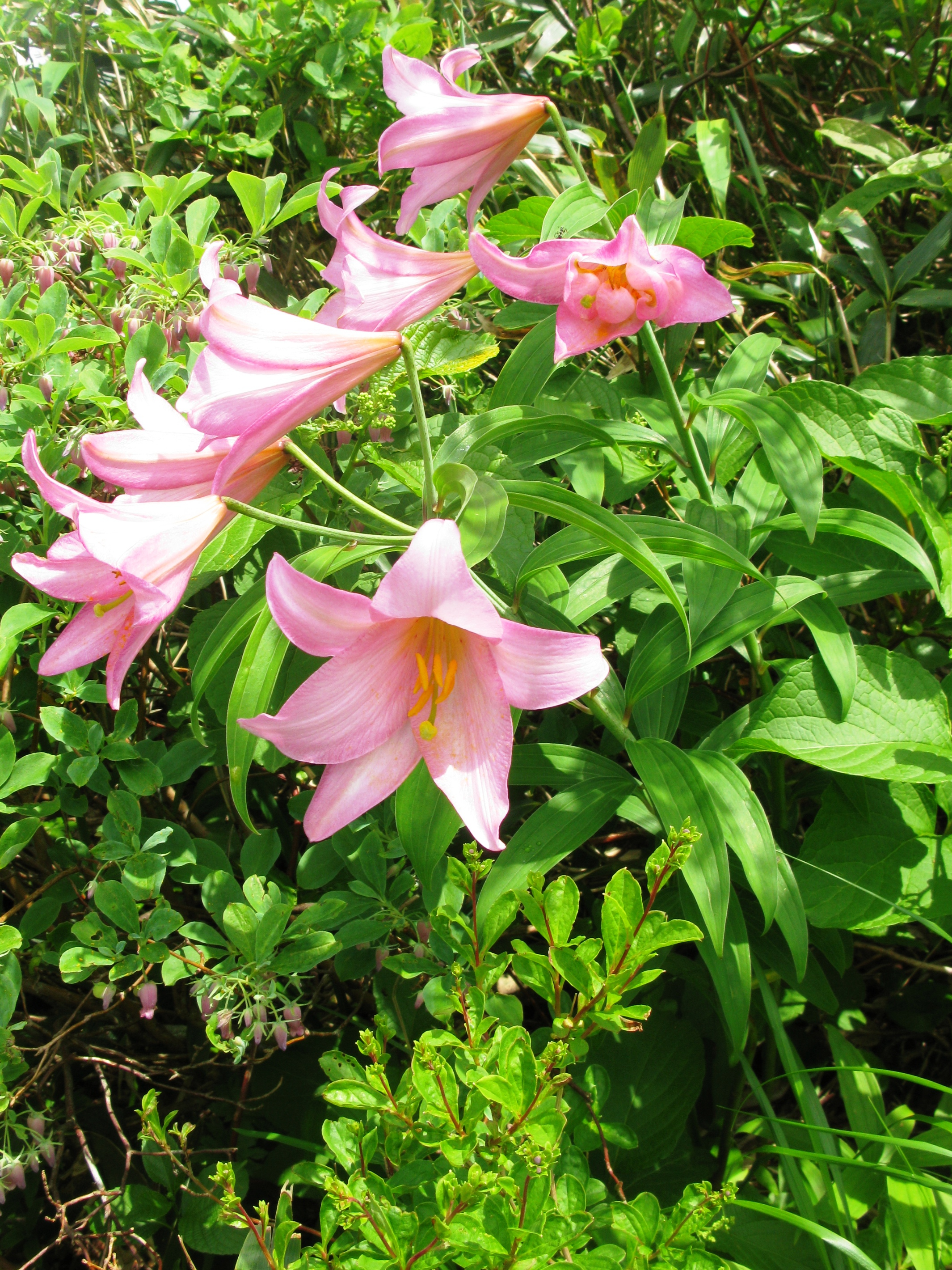
Lilium rubellum

## Beschreibung
Lilium rubellum erreicht eine Wuchshöhe von 30 cm bis 60 cm und ist damit eine für Lilien sehr kleine Art. Der Stängel ist hart und gerade. Die Zwiebeln sind klein und ellipsoid.
Die Laubblätter sind schmal und lanzettförmig und um den Stängel verteilt.
Die Pflanze blüht im Juni mit bis zu sechs horizontalen Blüten. Die zwittrigen Blüten sind dreizählig. Die sechs gleichgestalteten Blütenhüllblätter (Tepalen) sind nach außen gebogen und 6 bis 8 cm lang. Die Grundfarbe der Blüten ist ein reines zartes rosa ohne Punkte. Jede Blüte enthält drei Fruchtblätter und sechs Staubblätter. Die Antheren und Filamente sind von einem klaren gelb, auch die Pollen sind gelb. Die Blüten duften schwer und sehr süß und erreichen insgesamt einen Durchmesser von 5–6 cm. Die Samen reifen in Samenkapseln, die im August seitlich aufreißen. Der Samen von Lilium rubellum keimt verzögert-hypogäisch, nach einem warm/kalt/warm Zyklus (Herbst/Winter/Frühling), in dem jede Periode ungefähr zwei Monate lang sein sollte, mit etwas längerer Kalt-Periode.
Lilium rubellum ist der Lilium japonicum sehr ähnlich, beide Arten lassen sich jedoch durch die Farbe der Staubblätter gut unterscheiden.

## Verbreitung
Die Art ist sehr selten, sie ist nur auf der Insel Honshū in Japan endemisch. Dort findet sie sich in vier Präfekturen: im südlichen Teil der Präfektur Miyagi, der Präfektur Niigata, der Präfektur Fukushima und der Präfektur Yamagata. Praktisch findet sich Lilium rubellum aber nur noch an der Schnittstelle der Iide-Berge und dem Agatsuma-Berg um eine Spitze die Sumon genannt wird.
Lilium rubellum braucht einen feuchten und sauren Boden, bevorzugt wächst sie auf hohen Bergwiesen in Höhenlagen zwischen 700 und 1800 m NN. Die Naturstandorte dieser Lilien-Art weisen einen langen kalten Winter mit einer hohen Schneedecke auf.

## Gefährdung und Status
Lilium rubellum ist vom Aussterben bedroht und steht unter besonderem Schutz in Japan, gerade weil die Pflanze in der japanischen Kultur bedeutsam ist, werden große Anstrengungen unternommen diese Art zu retten. Sie wird im lead data book des japanischen Umweltministeriums als stark gefährdet geführt, und auch von der IUCN als Endangered eingestuft.

## Taxonomie
Lilium rubellum wurde 1898 durch John Gilbert Baker in Gardeners' Chronicle Serie 3, Band 24, Seite 321 erstbeschrieben. Ein Synonym ist Lilium makinoi var. rubellum (Baker) Makino & Nemoto.

## Verwendung
Lilium rubellum ist selten, sie ist für verschiedene Züchtungen herangezogen worden, aber in europäischen Gärten selten. In Japan ist sie sehr geschätzt. Sie taucht in den Wappen von mindestens sechs japanischen Städten auf und gilt sogar als Symbol für diese Orte.
Die Pflanze ist in Japan sehr populär und die Geburtsblume des 24. Mai und des 23. Juni, sie steht für ein „reines Herz“ und „wahre Schönheit“.
Die Zwiebel der Lilie ist gekocht genießbar. Sie ist sehr stärkehaltig und hat den Geschmack von Kartoffeln, als Speisepflanze ist sie jedoch bedeutungslos.